# Matteo Meneghello
Matteo Meneghello (* 8. Juni 1981 in Abano Terme) ist ein italienischer Rennfahrer.

## Karriere
Meneghello begann seine Motorsportkarriere 1992 im Kartsport, in dem er bis 2000 aktiv war. 2001 wechselte er in die italienische Formel-3-Meisterschaft und wurde Meister der federalen Klasse. 2002 wechselte er in die italienische Formel Renault und belegte den zehnten Gesamtrang. 2003 trat er in der britischen Formel Renault an und wurde 14. in der Gesamtwertung.
2004 lag sein Hauptaugenmerk auf dem Formel Renault V6 Eurocup, in dem er den 22. Platz im Gesamtklassement belegte. Außerdem startete er bei einem Rennen der Euro Formel 3000 und ersetzte in der internationalen Formel-3000-Meisterschaft für ein Rennen Yannick Schroeder bei Durango Corse. In der Fahrerwertung der internationalen Formel 3000 belegte er den 23. Platz.
2005 fand Meneghello kein Cockpit in der GP2-Serie, der Nachfolgeserie der Formel 3000, und trat für EuroInternational in der World Series by Renault an. Wegen seiner Beteiligung an einem Unfall in Monte Carlo, bei dem sich ein Streckenposten ernsthaft verletzt hatte, wurde er zusammen mit Pastor Maldonado für vier Rennen gesperrt. Nachdem er zunächst nie in die Punkteränge gefahren war, erzielte er beim letzten Rennen seine ersten Punkte in der Meisterschaft und beendete die Saison auf dem 28. Gesamtrang. 2006 wechselte er zu GD Racing. Nachdem er an den ersten fünf Rennwochenenden nicht überzeugen konnte, wurde er durch Carlos Iaconelli ersetzt. In der Gesamtwertung wurde er 35.
Nachdem er ab 2007 an keiner Rennserie mehr teilgenommen hatte, trat er 2010 zu einem Rennen der Superstars Series, einer in Italien beheimateten Tourenwagen-Rennserie, an.

## Karrierestationen
- 1992–2000: Kartsport
- 2001: Italienische Formel-3-Meisterschaft, federale Klasse (Meister)
- 2002: Italienische Formel Renault (Platz 10)
- 2003: Britische Formel Renault (Platz 14)
- 2004: Internationale Formel-3000-Meisterschaft (Platz 23); Formel Renault V6 Eurocup (Platz 22); Euro Formel 3000 (Platz 15)
- 2005: World Series by Renault (Platz 28)
- 2006: World Series by Renault (Platz 35)
- 2010: Superstars Series